# Oca de la Reunió
L'oca de la Reunió (Alopochen kervazoi) és un ocell aquàtic extint de la família dels anàtids (Anatidae).
Era un parent proper de l'oca d'Egipte i d'aproximadament la mateixa mida. El 1674, Dubois fa una lleugera descripció, comentant que era semblant a les oques d'Europa però més petita i amb el bec i peus vermells. Se suposa que es va extingir cap a la dècada del 1690. És coneguda bassicament per l'estudi d'ossos subfòssils.